# Julius von Groß

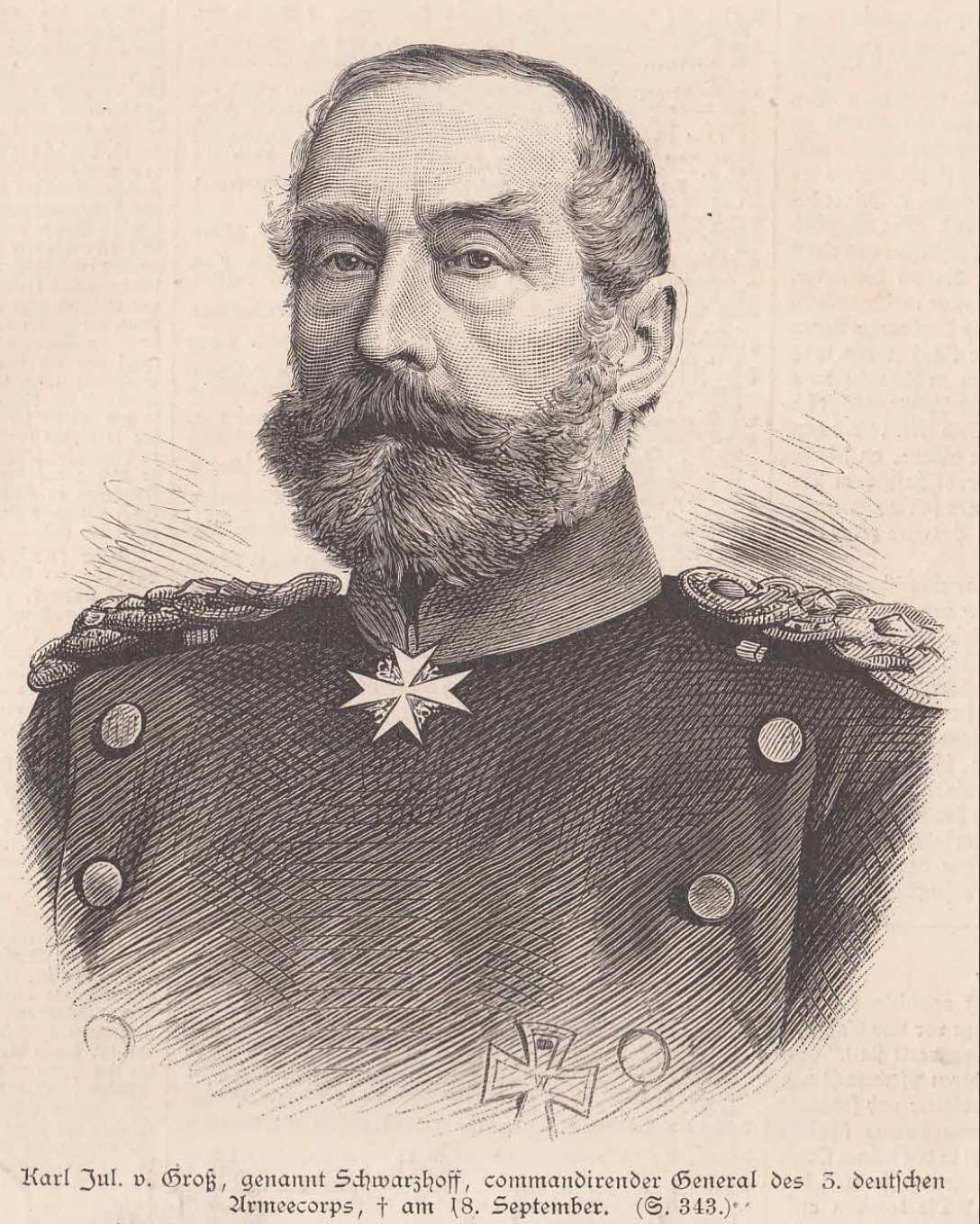
Holzstich in Form eines Brustbildes zum Tod von Karl Julius von Groß genannt von Schwarzhoff

Karl Julius von Groß (* 21. November 1812 in Darkehmen; † 18. September 1881 in Berlin) war ein preußischer General der Infanterie.

## Leben

### Herkunft
Julius war ein Sohn des preußischen Kapitäns Karl Ludwig Friedrich von Groß (1785–1842) und dessen erster Ehefrau Julie, geborene von Schwarzhoff. Sein Vater Kommandeur der II. Abteilung der 1. Invaliden-Kompanie in Tapiau. Er hatte noch zwei Brüder, darunter der Politiker Dietrich von Groß (1810–1896). 
Durch die preußische Namens- und Wappenvereinigung führte die Familie ab dem 6. Februar 1835 den Namen „von Groß genannt von Schwarzhoff“.

### Militärkarriere
Groß besuchte das Altstädtische Gymnasium in Königsberg sowie die Kadettenhäuser in Kulm und Berlin. Anschließend wurde er am 13. August 1830 als Sekondeleutnant dem 5. Infanterie-Regiment der Preußischen Armee überwiesen. Von Oktober 1833 bis 20. Mai 1836 absolvierte er die Allgemeine Kriegsschule. Im weiteren Verlauf seiner Militärkarriere übernahm Groß im Mai 1860 das 2. Infanterie-Regiment und wurde in dieser Stellung am 18. Oktober 1861 zum Oberst befördert. Ab 18. April 1865 kommandierte Groß die 13. Infanterie-Brigade und wurde zwei Monate später Generalmajor.
1866 nahm Groß am Krieg gegen Österreich in Böhmen teil. Er war an dem Gefecht von Münchengrätz, der Schlacht von Königgrätz sowie dem Gefecht bei Blumenau beteiligt und wurde für seine Leistungen am 20. September 1866 mit dem Orden Pour le Mérite ausgezeichnet.
Als Begründung für die Auszeichnung gab sein Divisionskommandeur Eduard von Fransecky folgendes an:

„Zeigte sowohl bei Münchengrätz als in der Schlacht bei Königgrätz im heftigsten Feuer eine Ruhe und Gemessenheit wie auf dem Exerzierplatz. Nachdem seine Truppen in der Schlacht am 3. Juli zumeist in dem sehr aufreibenden und auflösenden Waldgefecht engagiert waren, in welchem eine eigentliche Oberleitung unmöglich, half er die aus dem Walde herausgedrängten Abteilungen zu sammeln, zu ordnen und wieder verwendbar zu machen und bewährte dabei die ihm eigene Energie. Beim letzten Vorgehen der Division über die kahlen Höhenrücken bei Cistowes und Lipa führte er die wegen Abkommens des Generalmaors von Gordon mit der Avantgarde in eine Ordre be bataille formierte Infanterie der Division, und griff, soweit sich noch Gelegenheit dazu fand, in das Gefecht zweckmäßig ein.“

Nach dem Friedensschluss wurde er nach Hannover in das annektierte Königreich Hannover gesandt, um die Landwehr zu organisierten. Beim Ausbruch des Deutsch-Französischen Krieges wurde Groß im Juli 1870 Generalleutnant und Kommandeur der 7. Infanterie-Division, mit der er in der Schlacht bei Beaumont 28 Geschütze eroberte und 1500 Gefangene machte. Vor Paris schlug er später wiederholt feindliche Ausfälle zurück.
Zwischen 27. März 1873 bis 17. Oktober 1881 war Groß Kommandierender General des III. Armee-Korps in Berlin, 1875 wurde er zum General der Infanterie befördert.

### Ehrungen
Groß war seit dem 20. September 1876 Chef des Grenadier-Regiments „König Friedrich I.“ (4. Ostpreußisches) Nr. 5. Außerdem war er u. a. Inhaber des Großkreuzes des Roten Adlerordens mit Eichenlaub und Schwertern am Ringe, des Alexander-Newski-Ordens sowie Ritter des Schwarzen Adlerordens. Nach seinem Tod ordnete Kaiser Wilhelm II. am 29. August 1882 an, dass das am Altemheimer Hof südlich von Straßburg gelegene neue Festungswerk den Namen „Fort Schwarzhoff“ zu tragen hat.

### Familie
Groß hatte sich am 21. September 1842 in Labuhn mit Berta Maria Wilhelmine von Lettow (1821–1910) verheiratet. verheiratet. Aus der Ehe gingen folgende Kinder hervor:
- Hedwig (* 1843)
- Julius (1850–1901), preußischer Generalmajor und Chef des Generalstabs des Armee-Oberkommandos in Ostasien
- Alice (* 1857) ⚭ Benno von Wedel, preußischer Oberst